# Abraham Aruliah Somavarapa
Abraham Aruliah Somavarapa (* 16. November 1930 in Molasur; † 31. Juli 2003) war ein indischer Geistlicher und römisch-katholischer Bischof von Cuddapah.

## Leben
Abraham Aruliah Somavarapa empfing am 23. April 1959 das Sakrament der Priesterweihe.
Am 28. Oktober 1976 ernannte ihn Papst Paul VI. zum Bischof von Cuddapah. Der Bischof von Tanjore, Rajarethinam Arokiasamy Sundaram, spendete ihm am 20. April 1977 die Bischofsweihe; Mitkonsekratoren waren der Bischof von Nellore, Pudhota Chinniah Balaswamy, und der Bischof von Visakhapatnam, Ignatius Gopu MSFS.
Abraham Aruliah Somavarapa trat am 24. Januar 1998 als Bischof von Cuddapah zurück.